# Монтазико (Болоња)
Монтазико (итал. Montasico) је насеље у Италији у округу Болоња, региону Емилија-Ромања.
Према процени из 2011. у насељу је живело 11 становника. Насеље се налази на надморској висини од 356 м.